# Halotron I
Halotron I je gasilno sredstvo na osnovi kemikalije HCFC-123 (93%) ter tetrafluorometana in argona kot pogonskih plinov.

## Zaskrbljenost glede globalnih emisij
Kemikalija je bila prvotno predstavljena leta 1992, da bi nadomestil halon 1211 (bromoklorodifluorometan), ki močno tanjša ozon. Potencial globalnega segrevanja Halona 1211 znaša 1890, medtem ko je potencial Halotrona I samo 77, kar je 96% zmanjšanje.

## Izvedba
Decembra 2011 je bil Halotron I testiran proti skritim požarom. Test je spodbudila učinkovitost, ki jo je njegov predhodnik pokazal pri požaru 17. marca 1991 na letalu Delta L-1011. Test je izvedla UL in je pokazal podobno učinkovitost kot Halon 1211, vendar z bistveno manjšo škodo za ljudi in okolje. Halotron I pri podobni gasilni učinkovitosti zahteva večje količine kemikalije, da dobi enake rezultate kot Halon 1211.

## Klasifikacija DOT
UN1956, Stisnjeni plini, NOS, Nevnetljiv plin. Razred IMCO: 2.2